# Zentraler Stadtbezirk (Krywyj Rih)

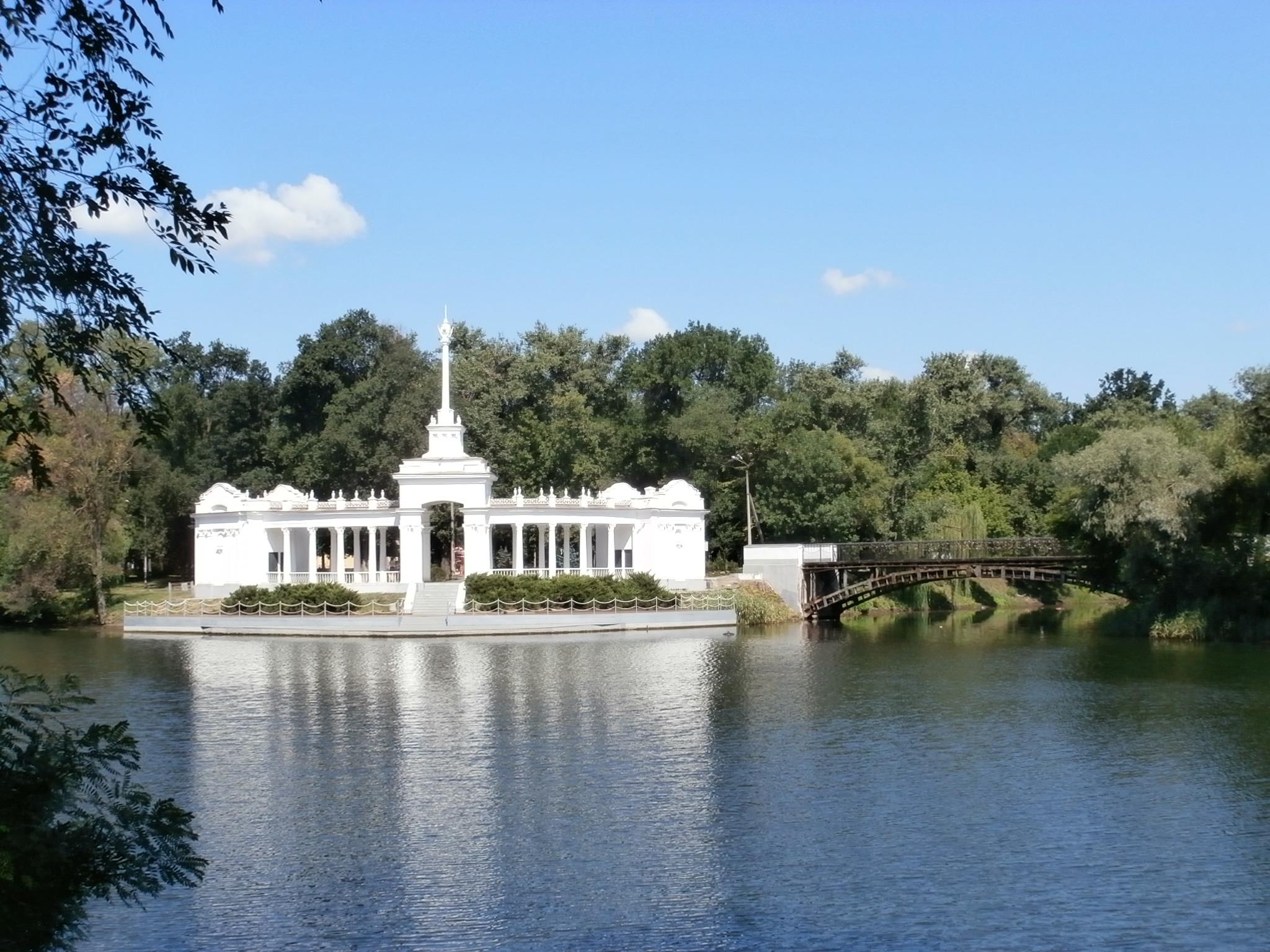
Bootsstation

Der Zentrale Stadtbezirk (укр. Центрально-Міський район) ist eine administrativ-territoriale Einheit und ein Bezirk im Westen der Stadt Krywyj Rih in der Oblast Dnipropetrowsk, Ukraine.

## Geschichte
Zentraler Stadtbezirk wurde 1936 gegründet. Die Stadt Krywyj Rih entstand aus einer Kosakensiedlung, die Teil der Ingul-Palanka des Saporoger Kosaken-Hosta war. Von 1936 bis 1939 trug der Bezirk den Namen Jeschowski.

## Bevölkerung und Bevölkerungsentwicklung

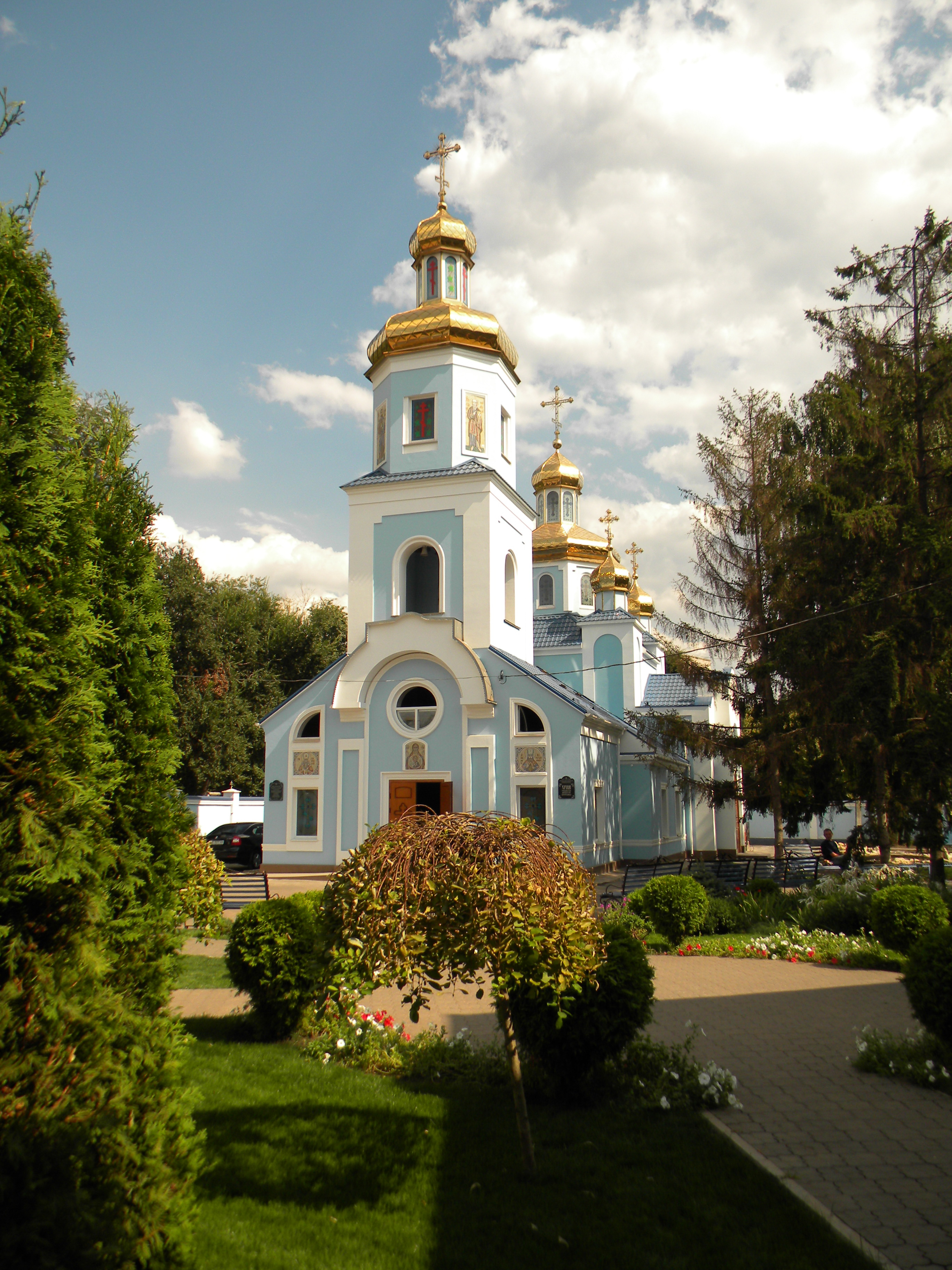
Tempel in Karnawatka

### Sprachzusammensetzung
Muttersprache der Bevölkerung laut Volkszählung 2001:
| Sprache               | Anzahl, Personen | Anteil   |
| --------------------- | ---------------- | -------- |
| Ukrainische           | 58 187           | 64,13 %  |
| Russisch              | 31 587           | 34,82 %  |
| Andere Nationalitäten | 956              | 1,05 %   |
| Gesamt                | 90 730           | 100,00 % |

## Wohngebiete
| Name ukrainisch (transkribiert)       | Name ukrainisch (kyrillisch) |
| ------------------------------------- | ---------------------------- |
| Historisches Zentrum                  | Історичний центр             |
| Hdanziwka                             | Гданцівка                    |
| Tschornohorka                         | Чорногорка                   |
| Karatschuny                           | Карачуни                     |
| Wesela Datscha oder fröhliche Datsche | Весела Дача                  |
| Wssebratske                           | Всебратське                  |
| Nowohdanzivka                         | Новогданцівка                |
| Rudnytschne                           | Рудничне                     |
| Smytschka                             | Смичка                       |
| Karnawatka                            | Карнаватка                   |
| Waljawko                              | Валявко                      |

## Galerie

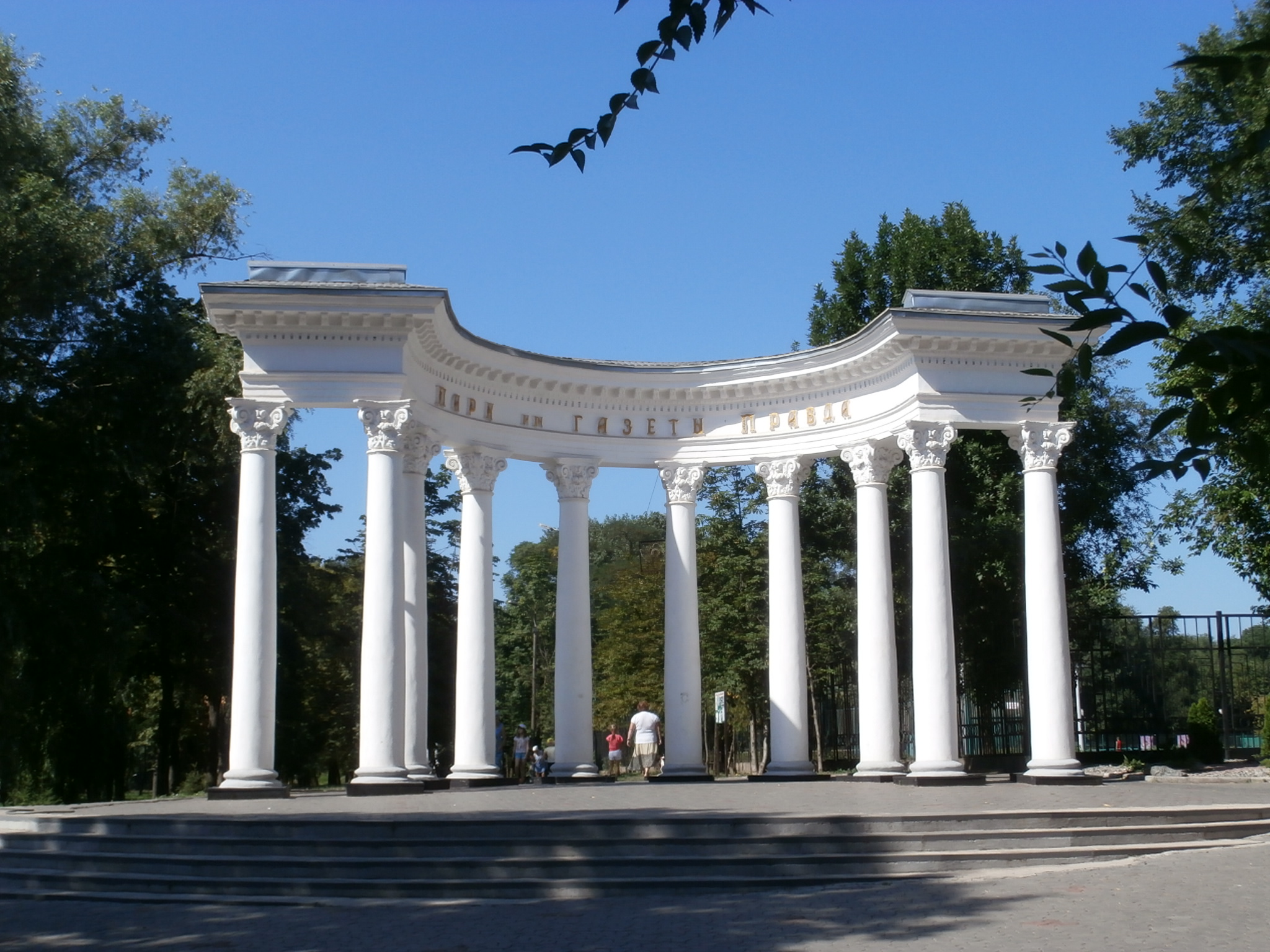
Historische Säulen im Park Prawdy
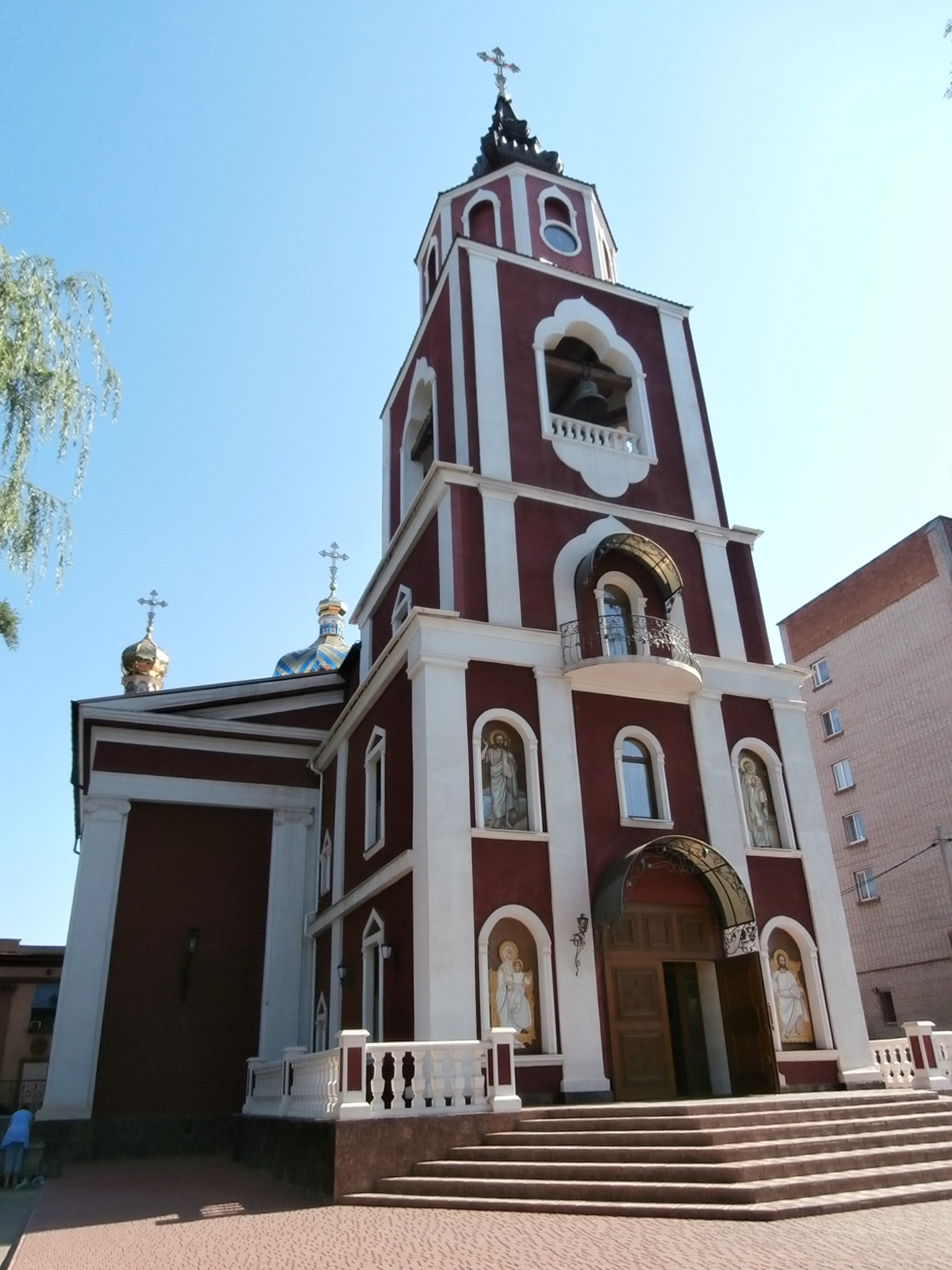
Kirche
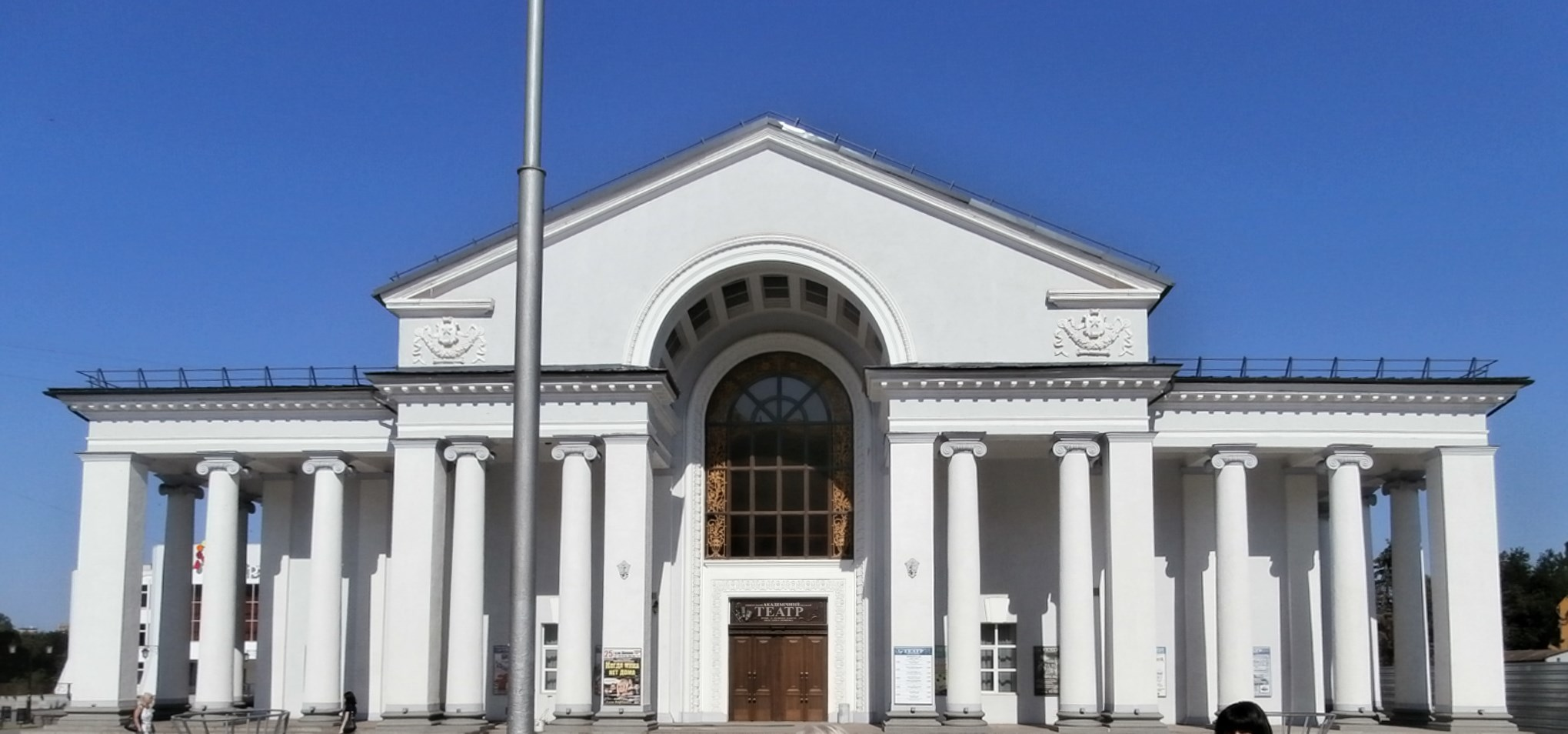
Theater Shewtschenko
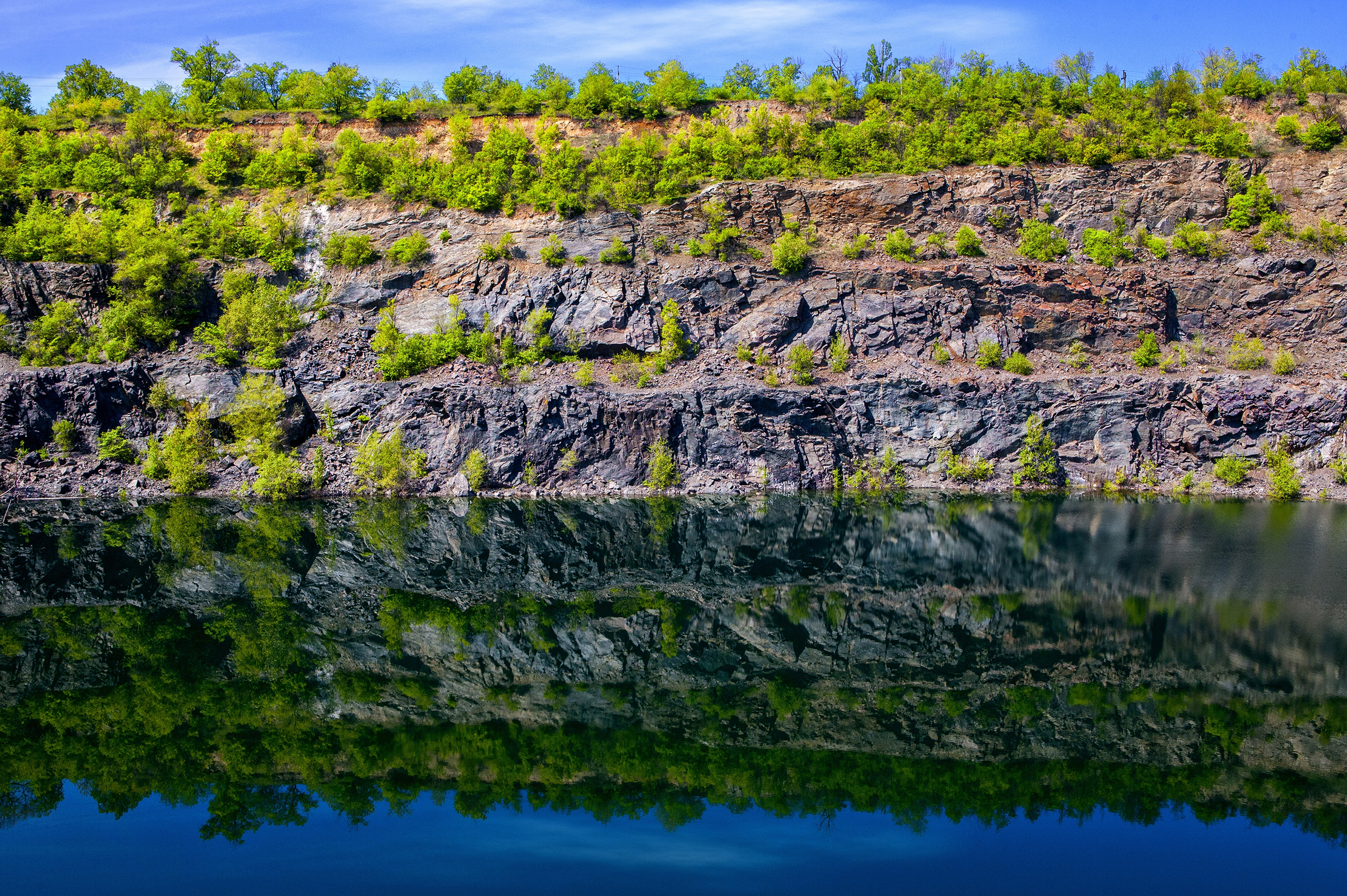
Karatschuny
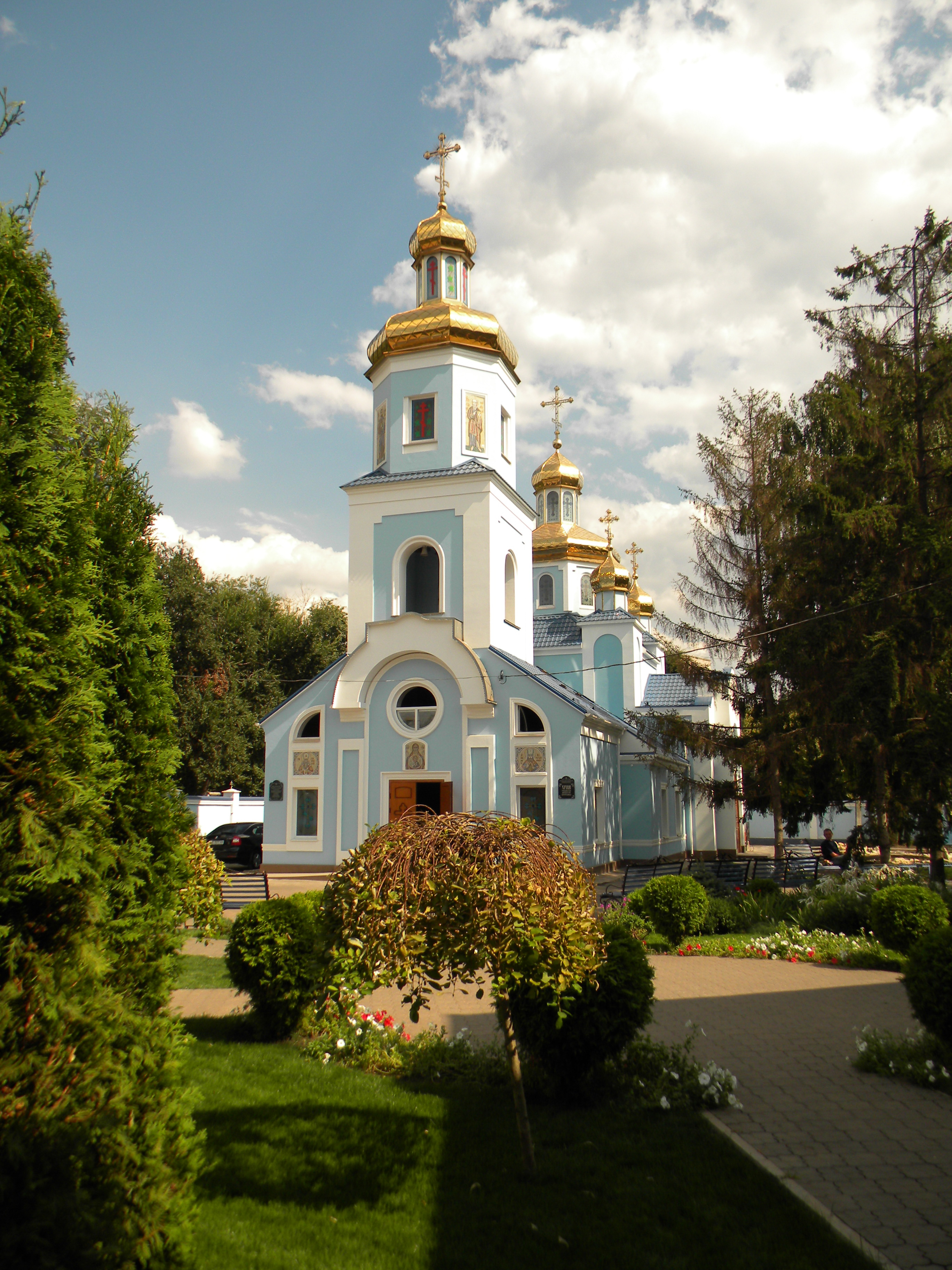
Die Kirche der Geburt der Gottesmutter
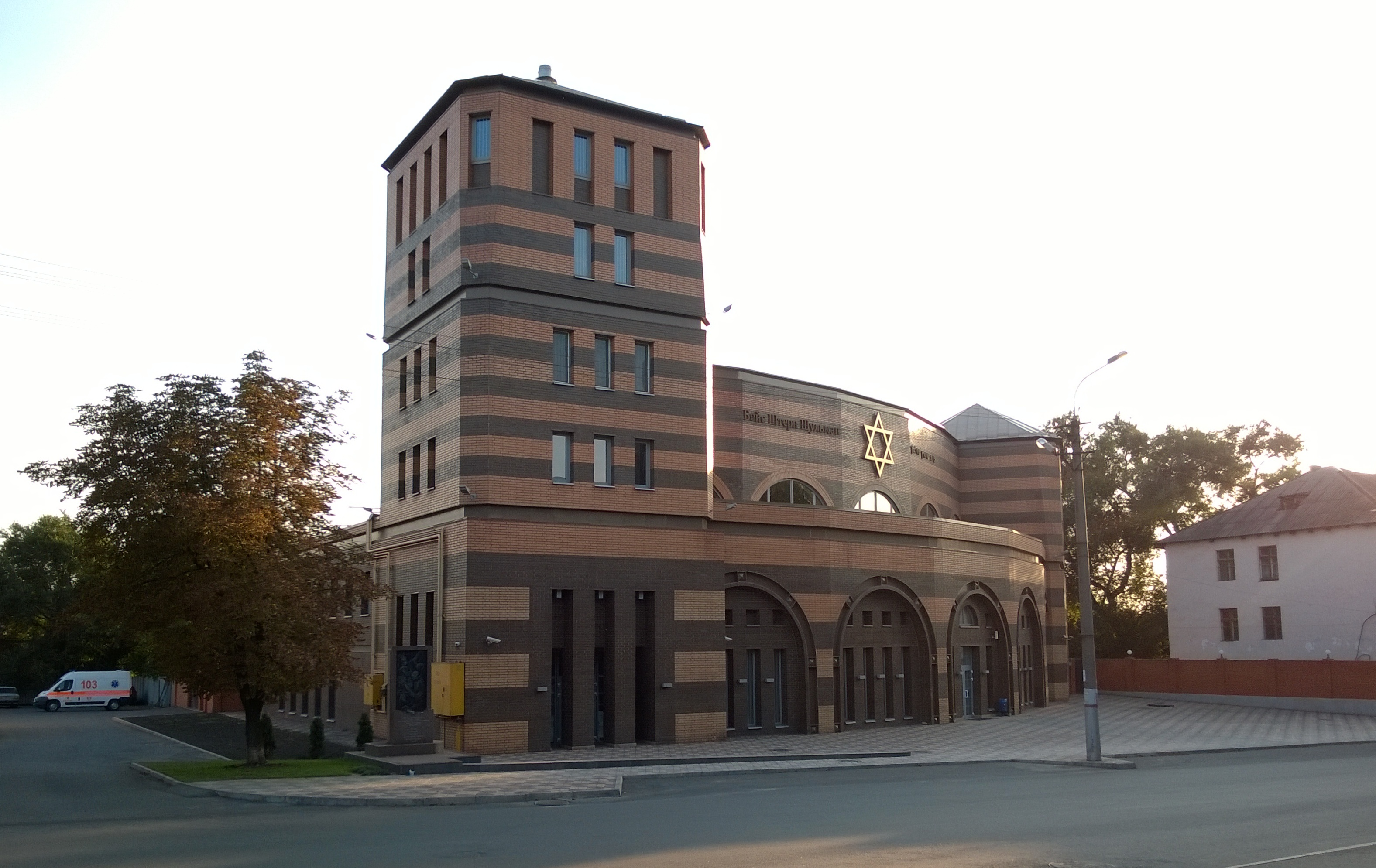
Die Synagoge Beis Stern Shulman
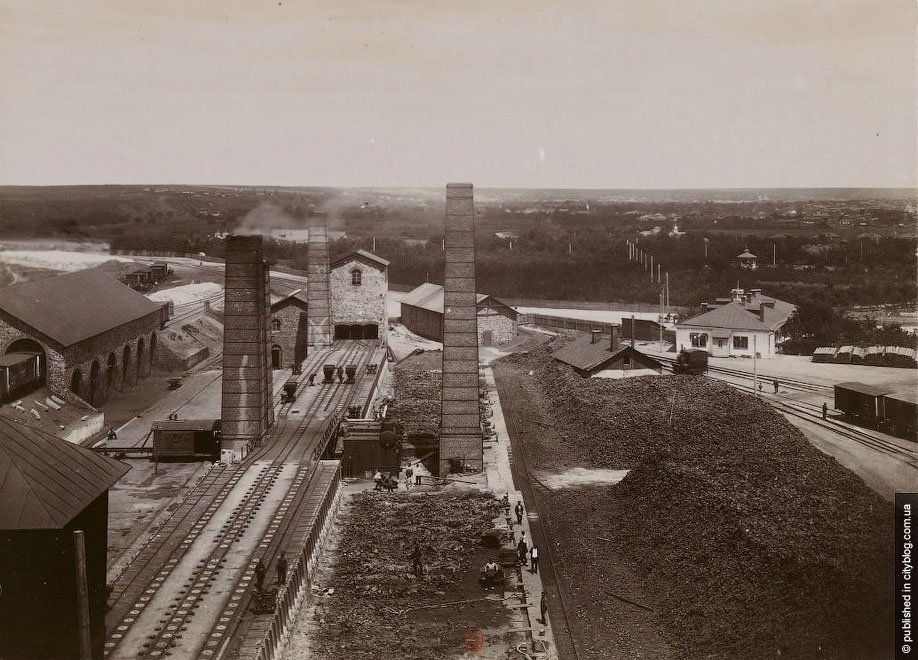
1899 in Hdanziwka